# تور دوچرخه‌سواری فلاندر
تور دوچرخه‌سواری فلاندر (هلندی: Ronde van Vlaanderen) یک تور دوچرخه‌سواری در بلژیک است.
این تور که در منطقه فلاندر برگزار می‌شود از سال ۱۹۱۳ تاکنون سالانه در یک روز انجام می‌شود.

## قهرمانی بر پایه کشور
| قهرمانی | کشور                    |
| ------- | ----------------------- |
| ۶۹      | بلژیک                   |
| ۱۲      | هلند                    |
| ۱۱      | ایتالیا                 |
| ۴       | سوئیس                   |
| ۳       | فرانسه                  |
| ۲       | دانمارک، آلمان          |
| ۱       | نروژ، اسلواکی، بریتانیا |